# Florence Augusta Merriam Bailey
Florence Augusta Merriam Bailey (ur. 8 sierpnia 1863, zm. 22 września 1948) – amerykańska ornitolożka i pisarka w dziedzinie nauk przyrodniczych. Urodziła się w Locust Grove w Nowym Jorku. Najmłodsza z czwórki rodzeństwa, młodsza siostra Clintona Harta Merriama (również ornitologa). Była jedną z członków założycieli Audobon Society w Dystrykcie Kolumbii. Napisała przewodnik uchodzący za pierwszy nowoczesny przewodnik terenowy do oznaczania ptaków, Birds Through an Opera-Glass, wydany w 1890. Jej intensywna praca terenowa, często prowadzona wraz z mężem Vernonem Orlandem Baileyem, została udokumentowana w kilku książkach, głównie w Handbook of Birds of the Western United States i The Birds of New Mexico.

## Życiorys

### Dzieciństwo i rodzina
Florence Augusta Merriam Bailey urodziła się 8 sierpnia 1863 w Locust Grove niedaleko Leyden w stanie Nowy Jork. Jej ojcem był Clinton Levi Merriam, matką Caroline Hart Merriam. Najmłodsza z czwórki rodzeństwa; pozostałymi dziećmi byli: Clinton Hart (nazywany C. Hart, by nie był mylony z ojcem), Ella Gertrude (zmarła przed narodzinami Florence) i Charles Collins. Dorastała w posiadłości rodzinnej, „Homewood”, na wzgórzu nad domem dziadków w Locust Grove. Zachęcana była, podobnie jak C. Hart (który był niemal 8 lat starszy od niej), do nauki historii naturalnej i astronomii przez rodziców i ciotkę Helen Bagg; dwójka rodzeństwa wykazywała zainteresowanie ornitologią od najmłodszych lat. Ojciec Florence Bailey interesował się nauką i korespondował z Johnem Muirem po tym, jak spotkał go w Parku Narodowym Yosemite w lecie 1871.
W okresie dojrzewania Florence Bailey wykazywała słabe zdrowie. Mimo tego uczyła się w szkole prywatnej Mrs. Piatt’s School w Utica celem przygotowania się do studiów. W 1882 zaczęła uczęszczać do Smith College (Northampton) jako specjalny student, otrzymała certyfikat (nie stopień) w 1886. O stopień zaczęła się ubiegać później, otrzymała go w 1921. Przez 6 miesięcy (w zimie 1893–1894) uczęszczała również na wykłady na Uniwersytecie Stanforda.
Rodzina Merriam, w tym Florence, często spędzała srogie zimy z daleka od Homewood, w stosunkowo łagodnym klimacie Nowego Jorku. Na letnich wakacjach podczas studiów Florence Bailey zaznajomiła się z Ernestem Thompsonem Setonem, który zachęcał ją do podtrzymania swojego wyboru – badania ptaków w trakcie ich życia.

### Aktywizm na rzecz ochrony ptaków
W czasach, w których Florence Bailey zaczynała się interesować ptakami, większość badań prowadzona była na zbiorach muzealnych i spreparowanych skórkach; była ona jednak zainteresowana bardziej badaniem żywych ptaków i obserwacją ich zachowań w naturze. Ponadto panowała moda na noszenie ptasich piór na kapeluszach zakładanych przez kobiety. Merriam, zniesmaczona tym zwyczajem, w 1885 napisała swój pierwszy artykuł do gazety, przedstawiający jej argumenty przeciwko temu zwyczajowi. W 1886, we współpracy z mającym podobne poglądy George’em Birdem Grinnellem i znajomą z klasy, Fannie Hardy, Florence Bailey założyła Smith College Audubon Society (SCAS), lokalny oddział powstającego National Audubon Society Grinnella. Do odwiedzenia SCAS zaproszono Johna Burroughsa, który w 1886 uczestniczył w pierwszym z serii spacerów SCAS na łonie natury.
Po przeprowadzeniu się do Waszyngtonu, Merriam pomagała organizować Audubon Society of the District of Columbia w 1897, w następnym roku prowadziła również zajęcia dotyczące ptaków dla tej organizacji. W międzyczasie została aktywistką Committee on Bird Protection of the American Ornithologists’ Union.
Bailey była oddana pokazywaniu i opowiadaniu ludziom o wartości żywych ptaków i kontynuowała pracę na rzecz ich ochrony. Rezultatem między innymi jej wysiłków był Lacey Act of 1900, zabraniający międzystanowego handlu organizmami nielegalnie odłowionymi, przetransportowanymi lub sprzedanymi. Był to pierwszy krok w kierunku ograniczenia masakry ptaków, szczególnie morskich, jak pelikany i perkozy.

### Ornitologia regionu i prace terenowe

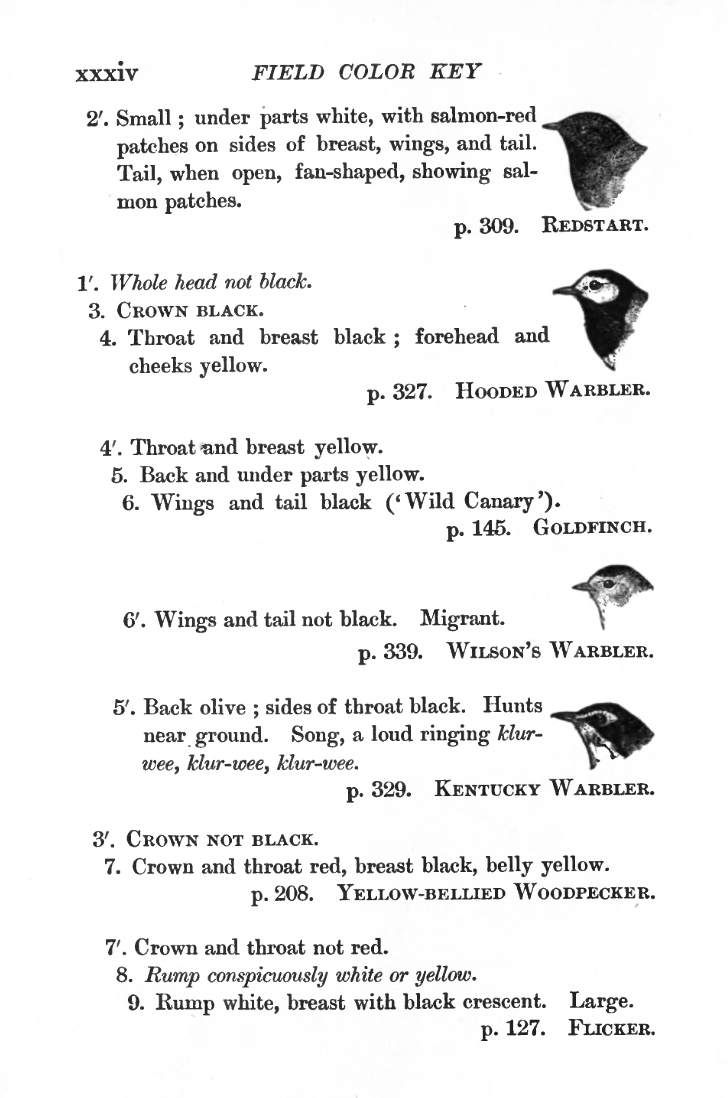
Strona przedstawiająca ilustrowany klucz do identyfikacji ptaków

Wprowadzony przez Bailey przewodnik terenowy dla obserwatorów ptaków, skupiający się na żywych ptakach obserwowanych w terenie, uznawany jest za pierwszy taki przewodnik wśród nowoczesnych, ilustrowanych przewodników dla obserwatorów ptaków. W wieku 26 lat opublikowała Birds Through an Opera-Glass. Książka zawierała serię notatek publikowanych uprzednio w Audubon Magazine. Opisuje ona 70 gatunków pospolitych. Skierowana głównie do kobiet i osób młodych, uznana była za „ujmującą, prostą i użyteczną”.
W 1889 Florence Bailey udała się w pierwszą z wielu podróży przez zachodnie Stany Zjednoczone, jakie odbywała z rodziną celem odwiedzania jej wuja, majora Gustavusa Frencha Merriama, który mieszkał w gospodarstwie „Twin Oaks” w hrabstwie San Diego w Kalifornii. Jednym z celów podróży było polepszenie stanu zdrowia Florence. Prawdopodobnie cierpiała na gruźlicę, choć formalnie nigdy nie została u niej zdiagnozowana. Kilka lat później odbyła podróż do Utah i Arizony w towarzystwie Harriet Mann Miller (również amerykańskiej przyrodniczki, ornitolog i pisarki). Swe doświadczenia opisała w My Summer in a Mormon Village. W odróżnieniu od jej skupionych na ptakach publikacji, ta przedstawiała opowieść o podróży. Zwieńczeniem jej drugiej wyprawy do Twin Oaks, gdzie z końskiego grzbietu badała ptaki, była książka A-Birding on a Bronco (była to pierwsza książka, jaką zilustrował Louis Agassiz Fuertes). W trakcie powrotu z wyprawy zatrzymała się u brata w Waszyngtonie, gdzie pomagała przy organizacji lokalnych oddziałów Women’s National Science Club.

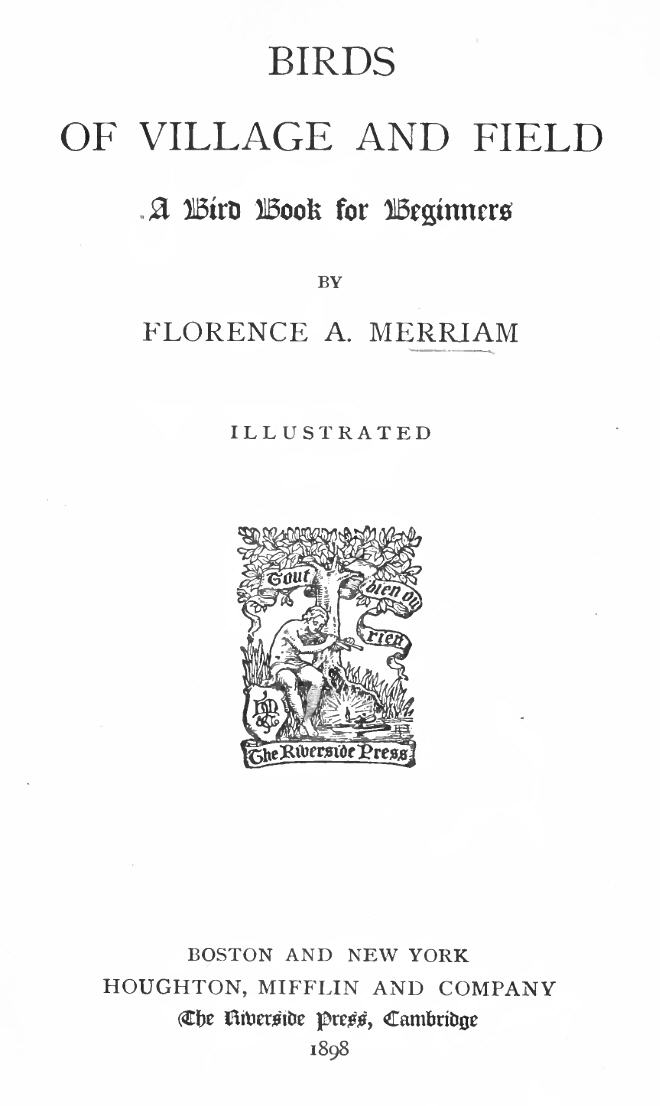
Okładka Birds of Village and field

Merriam opublikowała również drugi przewodnik terenowy, o szerszym zakresie gatunków (ponad 150) w 1898, nosił tytuł Birds of Village and Field i również dedykowany był nowicjuszom.
18 grudnia 1899 Merriam poślubiła Vernona Baileya, będącego Chief Field Naturalist w United States Bureau of Biological Survey, znajomego ze studiów C. Harta. Po kilku przeprowadzkach, w 1834 wybudowali dom na 1834 Kalorama Road, N.W., w dzielnicy Adams Morgan w Waszyngtonie. W domu Bailey’ów gościli m.in. wynalazca i przyrodnik Clarence Birdseye i botanik Alice Eastwood. Malarz dzikiej przyrody Charles R. Knight zapewnił największą ozdobę biblioteki w domu, malowany portret odpoczywającego tygrysa. Państwo Bailey nawiązali też znajomość z młodą parą przyrodników, Olausem Murie i Margaret „Mardy” Murie, którzy regularnie odwiedzali rezydencję w Waszyngtonie.
Następnym dużym, ornitologicznym dziełem Florence Bailey był dodatek do Handbook of Birds of the Eastern United States Franka Chapmana – Handbook of Birds of the Western United States, wydany w 1902. Książka zawierała 600 ilustracji z licznych źródeł, odniesienia do własnych prac terenowych oraz badań nad spreparowanymi okazami, w których Bailey pomógł Robert Ridgway z Smithsonian Institution. Książka ta była często przytaczana w pracach dotyczących ptaków tego regionu przez następnych 50 lat. Zawierała spisane bez technicznej precyzji żywe opisy zachowań ptaków, takich jak gniazdowanie, pożywianie się i wydawanie odgłosów, które w innych pracach nie były wystarczająco podkreślane.
Państwo Bailey dużo podróżowali i zachęcali młodzież do zgłębiania wiedzy w zakresie historii naturalnej. Przez następne trzy dekady Florence i Vernon Bailey zbadali większość zachodu USA. W 1907 udali się do południowej Kalifornii, Dakoty Północnej (tylko Florence w 1909, 1912, 1916), w 1914 – na wybrzeże Oregonu, a w 1917 – do Parku Narodowego Glacier. Rok później, w 1918 ukazała się książka Wild Animals of Glacier National Park.
Pierwsze poważne badania terenowe państwa Bailey zaczęły się na Terytorium Nowego Meksyku w 1903; prowadzili je przez trzy kolejne lata. 10 lat później zmarł Wells Cooke; Florence Bailey została poproszona o ukończenie jego pracy dotyczącej ptaków tamtego regionu. Z wykorzystaniem własnych notatek z terenu Bailey napisała swoje magnum opus – The Birds of New Mexico. Na jej publikację trzeba było czekać 12 lat, do 1928. Jej praca została doceniona odznaczeniem Brewster Medal w 1931.
W latach 90. XIX wieku Bailey odwiedziła Terytorium Arizony, a następnie – wraz z mężem lub bez niego – kilka razy w latach 20. XX wieku powracała do prac terenowych na obszarze będącym już stanem Arizona. Ostatnią z jej opublikowanych prac była publikacja Among the Birds in the Grand Canyon Country, wydana przez National Park Service w 1939.
We wspomnieniu Paul Oehser życzliwie porównywał wczesne książki Florence Merriam Bailey do tekstów Muira i Burroughsa i opisał ją jako „jedną z najbardziej literackich ornitologów jej czasów, łączących intensywną miłość do ptaków i godną uwagi zdolność obserwacji ze wspaniałym talentem do pisania i dużym szacunkiem do nauki”. Mimo energochłonnych podróży z mężem przez USA, włączając w to piesze wycieczki, Bailey badania przyrodnicze uważała za łagodną, cichą kontemplację. Jak napisała, „pielęgnuj filozoficznego ducha, ciesz się z siedzenia i słuchania głosów mokradeł; pozwól fascynującym, tajemniczym i zdumiewającym głosom otoczyć cię i zachować twój spokój”.

### Śmierć
Florence Merriam Bailey zmarła z powodu kardiomiopatii w Waszyngtonie, 22 grudnia 1948. Pochowana została w rodzinnym Locust Grove.

## Wyróżnienia i upamiętnienie
W 1885 Bailey stała się pierwszą kobietą-członkiem zrzeszonym w American Ornithologists' Union (została nominowana przez brata, C. Harta), i pełnoprawnym członkiem w 1929, a do tego pierwszą kobietą, która otrzymała przyznawany przez AOU Brewster Medal w 1931 za Birds of New Mexico. W 1933 otrzymała honorowy tytuł LL.D. (doktora praw) na University of New Mexico. Była jedną z członków założycieli Audubon Society of the District of Columbia gdzie często prowadziła zajęcia z podstaw ornitologii. W 1908 Joseph Grinnell nazwał kalifornijski podgatunek sikory górskiej (Parus gambeli baileyae) na jej cześć. W 1992 góra w południowym Oregonie, w Górach Kaskadowych została nazwana na cześć państwa Bailey Mount Bailey przez Oregon Geographic Names Board.

## Wybrane publikacje
- Florence A. Merriam, Birds Through an Opera-Glass, Boston, MA: Houghton Mifflin, 1890, DOI: 10.5962/bhl.title.60311 [dostęp 2013-12-30]. Brak numerów stron w książce
- Florence A. Merriam: My Summer in a Mormon Village. Boston: Houghton Mifflin, 1894. Brak numerów stron w książce
- Florence A. Merriam, A-Birding on a Bronco, Boston: Houghton Mifflin, 1896, DOI: 10.5962/bhl.title.12539. Brak numerów stron w książce
- Florence A. Merriam, How Birds Affect the Farm and Garden, Nowy Jork: Forest and Stream Publishing, 1896, DOI: 10.5962/bhl.title.36220. Brak numerów stron w książce
- Florence A. Merriam, Birds of Village and Field: A Bird Book for Beginners, Boston, MA: Houghton Mifflin, 1898, DOI: 10.5962/bhl.title.30028 [dostęp 2013-12-30]. Brak numerów stron w książce
- Florence A. Merriam, Handbook of Birds of the Western United States, Including the Great Plains, Great Basin, Pacific Slope, and Lower Rio Grande Valley, Boston: Houghton Mifflin, 1902, DOI: 10.5962/bhl.title.7872. Brak numerów stron w książce Tablice barwne: Louis Agassiz Fuertes.
- Vernon Bailey & Florence Merriam Bailey, Wild Animals of Glacier National Park, Waszyngton: Government Printing Office, 1918, DOI: 10.5962/bhl.title.13645. Brak numerów stron w książce
- Florence A. Merriam: Birds of New Mexico. Santa Fe: New Mexico Dept. of Game and Fish we współpracy ze State Game Protective Association and the Bureau of Biological Survey, 1928. Brak numerów stron w książce Część jest autorstwa Cooke’a. Autorem tablic barwnych są Allan Brooks i Louis Agassiz Fuertes.
- Florence A. Merriam: Among the Birds in the Grand Canyon Country. Waszyngton: Government Printing Office, 1939. Brak numerów stron w książce